# 郑耀
郑耀，浙江大学教授，研究方向为飞行器设计等。任中华人民共和国教育部第四批"长江学者"特聘教授，享受国务院政府特殊津贴。早年曾就读于杭州大学、哈尔滨工业大学、浙江大学。